# Madonna col Bambino, santi, angeli e donatore
La Madonna col Bambino, santi, angeli e donatore è un'opera di Fra Filippo Lippi, tempera su tavola (47,1x36 cm), databile a prima del 1431 e conservata alla Fondazione Giorgio Cini di Venezia.

## Storia
Non sono note le vicende di esecuzione della piccola tavola, che viene generalmente ascritta alla fase giovanile dell'opera del pittore.
Il retro presenta una ceralacca che ha come prototipo una medaglia realizzata nel 1588 per il granduca Ferdinando I de' Medici, per cui Federico Zeri ha ipotizzato (1984) che la tavola facesse originariamente parte delle raccolte medicee, per passare poi nella collezione Coccapani-Imperiale di Modena.

## Descrizione e stile
La tavoletta presenta numerosi elementi di originalità. Il Bambino ha una posa informale ai piedi della Vergine, così come il monaco che si tiene il mento con un braccio appoggiato al trono, facendo pensare a un influsso dei "monelli" delle cantorie di Donatello e di Luca della Robbia eseguite in quegli anni. Proprio questo sperimentalismo, assieme all'alternanza dei colori ed allo stile solido e voluminoso nel rendere le figure dilatate, derivato da Masaccio, fanno pensare a una datazione legata alla presenza del Lippi nel convento del Carmine a Firenze, cioè entro il gennaio del 1431.
L'ambientazione è una quinta architettonica rigorosamente in prospettiva centrale, con una classicheggiante nicchia "a conchiglia" al centro, derivata dalla decorazione della nicchia del Tribunale della Mercanzia a Orsanmichele (opera di Donatello del 1423-1425) e in seguito molto popolare nell'arte fiorentina. Qui si stagliano i due gruppi distinti di figure: in primo piano il committente e un angelo a colloquio (motivo di origine nordica, questa potrebbe esserne la più antica rappresentazione italiana), in secondo piano la Madonna in trono col Bambino in piedi, attorniata da cinque angeli, due dei quali musicanti con rispettivamente una viola e un flauto.
Ai lati del gruppo sacro sono collocati dieci santi. A sinistra si riconoscono san Pietro, san Giovanni Battista, san Vito (con l'uccello sull'elsa della spada) e Maria Maddalena, con il vasetto dell'unguento. A destra un diacono (forse san Lorenzo), san Sebastiano, san Leonardo con i ceppi, e sant'Antonio abate.